# 仁安醫院 (臺北市)
仁安醫院位於臺灣臺北市大同區，過去是柯謙諒所開設的醫院。該建築在2001年曾入選為臺灣歷史建築百景之一，後來在2021年8月5日正式公告為臺北市直轄市定古蹟。
該醫院所在的地區在日治時期的行政區劃為太平町，有不少臺灣人醫生在此開業。仁安醫院過去與艋舺的朝北醫院並稱，有「北仁安南朝北」之說。

## 沿革
仁安醫院在昭和二年（1927年）開業，院長柯謙諒是臺灣總督府醫學校的公費生，於大正六年（1917年）畢業。該醫院的看診範圍從小兒科、牙科、婦產科、耳科到花柳性病都有，其中最有名的是處理產婦難產。
2003年，柯家後代將仁安醫院全棟建築物連同土地捐贈給臺北市政府。2021年4月26日，臺北市文化資產審議委員會通過將該建物指定為古蹟，後於同年8月5日正式公告。